# Olympische Sommerspiele 1928/Teilnehmer (Polen)
| Gelbes Symbol für Goldmedaillen mit stilisierten Olympischen Ringen | Graues Symbol für Silbermedaillen mit stilisierten Olympischen Ringen | Braundes Symbol für Bronzemedaillen mit stilisierten Olympischen Ringen |
| ------------------------------------------------------------------- | --------------------------------------------------------------------- | ----------------------------------------------------------------------- |
| 1                                                                   | 1                                                                     | 3                                                                       |

Polen nahm an den Olympischen Sommerspielen 1928 in Amsterdam, Niederlande, mit einer Delegation von 66 Sportlern (61 Männer und fünf Frauen) teil.

## Medaillengewinner

### Gold
| Name(n)          | Sportart       | Wettkampf          |
| ---------------- | -------------- | ------------------ |
| Halina Konopacka | Leichtathletik | Frauen, Diskuswurf |

### Silber
| Name(n)                                                    | Sportart | Wettkampf                |
| ---------------------------------------------------------- | -------- | ------------------------ |
| Michał Antoniewicz, Kazimierz Gzowski & Kazimierz Szosland | Reiten   | Springreiten, Mannschaft |

### Bronze
| Name(n)                                                                                                   | Sportart | Wettkampf                  |
| --- | -------- | -------------------------- |
| Tadeusz Friedrich, Kazimierz Laskowski, Aleksander Małecki, Adam Papée, Władysław Segda & Jerzy Zabielski | Fechten  | Säbel, Mannschaft          |
| Michał Antoniewicz, Karol Rómmel & Józef Trenkwald                                                        | Reiten   | Vielseitigkeit, Mannschaft |
| Franciszek Bronikowski, Edmund Jankowski, Leon Birkholc, Bernard Ormanowski & Bolesław Drewek             | Rudern   | Vierer mit Steuermann      |

## Teilnehmer nach Sportarten

### Boxen
- Stefan Glon
Bantamgewicht: 17. Platz

- Jan Górny
Federgewicht: 5. Platz

- Witold Majchrzycki
Leichtgewicht: 9. Platz

- Jerzy Snoppek
Mittelgewicht: 9. Platz

### Fechten
- Władysław Segda
Florett, Einzel: Vorrunde

- Adam Papée
Säbel, Mannschaft: Bronze

- Tadeusz Friedrich
Säbel, Mannschaft: Bronze

- Kazimierz Laskowski
Säbel, Mannschaft: Bronze

- Aleksander Małecki
Säbel, Mannschaft: Bronze

- Jerzy Zabielski
Säbel, Mannschaft: Bronze

### Leichtathletik
- Zygmunt Weiss
400 Meter: Vorläufe
4 × 400 Meter: Vorläufe

- Klemens Biniakowski
400 Meter: Vorläufe
4 × 400 Meter: Vorläufe

- Stefan Kostrzewski
400 Meter: Vorläufe
400 Meter Hürden: Halbfinale
4 × 400 Meter: Vorläufe

- Feliks Żuber
400 Meter: Vorläufe

- Feliks Malanowski
800 Meter: Vorläufe
4 × 400 Meter: Vorläufe

- Czesław Foryś
1500 Meter: Vorläufe

- Józef Jaworski
1500 Meter: Vorläufe

- Wojciech Trojanowski
110 Meter Hürden: Vorläufe

- Zdzisław Nowak
Weitsprung: 33. Platz in der Qualifikation

- Józef Baran-Bilewski
Diskuswurf: 18. Platz in der Qualifikation

- Antoni Cejzik
Zehnkampf: 18. Platz

- Gertruda Kilosówna
Frauen, 800 Meter: 8. Platz

- Otylia Tabacka
Frauen, 800 Meter: Vorläufe

- Halina Konopacka
Frauen, Diskuswurf: Gold

- Genowefa Kobielska
Frauen, Diskuswurf: 8. Platz

### Moderner Fünfkampf
- Zenon Małłysko
Einzel: 12. Platz

- Stefan Szelestowski
Einzel: 26. Platz

- Franciszek Koprowski
Einzel: 34. Platz

### Radsport
- Eugeniusz Michalak
Straßenrennen, Einzel: 49. Platz
Straßenrennen, Mannschaft: 13. Platz

- Józef Stefański
Straßenrennen, Einzel: 54. Platz
Straßenrennen, Mannschaft: 13. Platz

- Stanisław Kłosowicz
Straßenrennen, Einzel: 57. Platz
Straßenrennen, Mannschaft: 13. Platz

- Jozéf Popowski
Straßenrennen, Einzel: 61. Platz
Straßenrennen, Mannschaft: 13. Platz

- Jerzy Koszutski
Sprint: 5. Platz

- Józef Lange
1000 Meter Zeitfahren: 6. Platz
4000 Meter Mannschaftsverfolgung: 5. Platz

- Stanisław Podgórski
Tandem: 5. Platz

- Ludwik Turowski
Tandem: 5. Platz

- Alfred Reul
4000 Meter Mannschaftsverfolgung: 5. Platz

- Jan Zybert
4000 Meter Mannschaftsverfolgung: 5. Platz

- Józef Oksiutycz
4000 Meter Mannschaftsverfolgung: 5. Platz

### Reiten
- Kazimierz Gzowski
Springreiten, Einzel: 4. Platz
Springreiten, Mannschaft: Silber

- Kazimierz Szosland
Springreiten, Einzel: 13. Platz
Springreiten, Mannschaft: Silber

- Michał Antoniewicz
Springreiten, Einzel: 20. Platz
Springreiten, Mannschaft: Silber 
Vielseitigkeit, Einzel: 19. Platz
Vielseitigkeit, Mannschaft: Bronze

- Józef Trenkwald
Vielseitigkeit, Einzel: 25. Platz
Vielseitigkeit, Mannschaft: Bronze

- Karol von Rómmel
Vielseitigkeit, Einzel: 26. Platz
Vielseitigkeit, Mannschaft: Bronze

### Ringen
- Henryk Ganzera
Bantamgewicht, griechisch-römisch: 14. Platz

- Leon Mazurek
Federgewicht, griechisch-römisch: 14. Platz

- Ryszard Błażyca
Leichtgewicht, griechisch-römisch: 7. Platz

- Jan Gałuszka
Halbschwergewicht, griechisch-römisch: 8. Platz

### Rudern
- Franciszek Bronikowski
Vierer mit Steuermann: Bronze

- Edmund Jankowski
Vierer mit Steuermann: Bronze

- Leon Birkholc
Vierer mit Steuermann: Bronze

- Bernard Ormanowski
Vierer mit Steuermann: Bronze

- Bolesław Drewek
Vierer mit Steuermann: Bronze

- Otto Gordziałkowski
Achter: Viertelfinale

- Stanisław Urban
Achter: Viertelfinale

- Andrzej Sołtan-Pereświat
Achter: Viertelfinale

- Marian Wodziański
Achter: Viertelfinale

- Janusz Ślązak
Achter: Viertelfinale

- Wacław Michalski
Achter: Viertelfinale

- Józef Łaszewski
Achter: Viertelfinale

- Henryk Niezabitowski
Achter: Viertelfinale

- Jerzy Skolimowski
Achter: Viertelfinale

### Schwimmen
- Władysław Kuncewicz
100 Meter Freistil: Vorläufe

- Róża Kajzer
Frauen, 200 Meter Brust: Vorläufe

### Segeln
- Adam Wolff
12-Fuß-Jolle: 18. Platz

- Władysław Krzyżanowski
12-Fuß-Jolle: 18. Platz